# Оррео

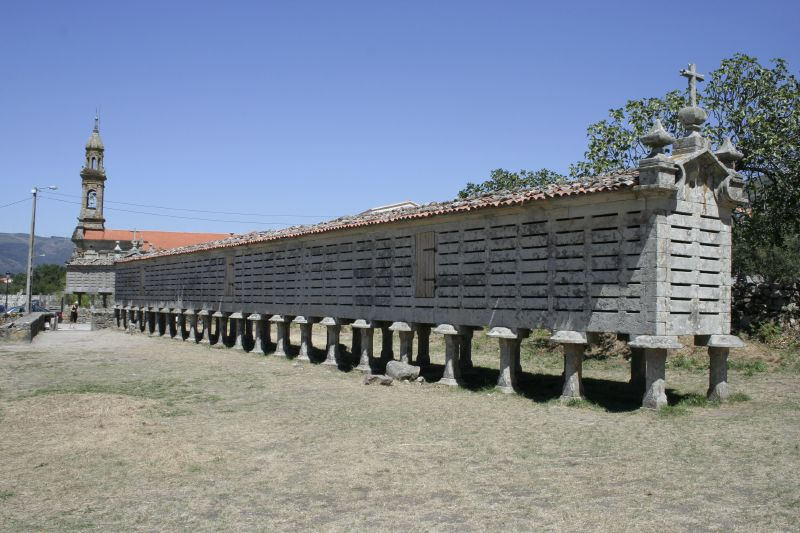
Галисийский оррео в Карноте

Оррео (исп. Hórreo) — тип зернохранилища на севере Пиренейского полуострова. Представляет собой строение, поднятое над землёй с помощью колонн (pegollos на астурийском, esteos на галисийском, abearriak на баскском), заканчивающихся специальными камнями (vira-ratos или tornarratas на галисийском, mueles на астурийском, zubiluzea на баскском). Таким образом обеспечивалась защита от грызунов и влаги.
Название «оррео» происходит от латинского слова horreum, обозначающее склад или амбар.

## География

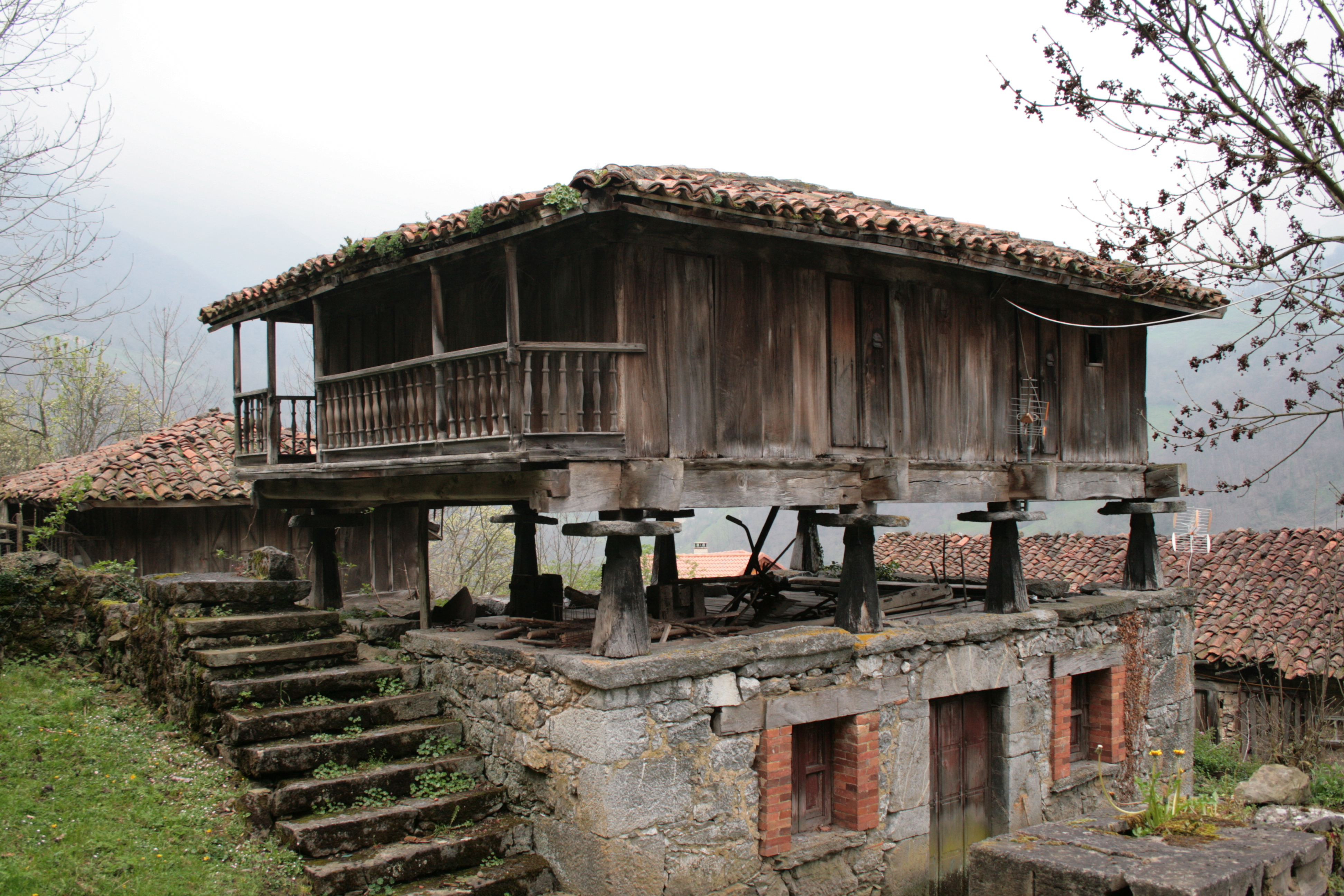
Астурийская панера в Пола-де-Лена

Хотя структура оррео всегда оставалась неизменной, название, строение крыши, столбов и камней, декоративные элементы могли отличаться в зависимости от региона. Так, в Астурии выделяют два типа — орру (horriu или horru) и панера (panera). Орру представлял собой строение прямоугольной формы, которое поддерживали четыре столба — pegollos. В отличие от него у панеры было шесть и более столбов, а также вальмовая крыша (у орру — шатровая или двускатная).
На территории Галисии в зависимости от района оррео называются по-разному: hórreo или hórrio, cabazo, cabozo, canasto, cabaceiro, и другие. Длина амбаров может достигать нескольких десятков метров. Именно здесь находятся Карнотское оррео, длиной около 35 м, и оррео Араньо (около 37 м). Поддерживающие колонны — esteos, у земли упирались в каменный tornaformigas, небольшой ров которого препятствовал попаданию насекомых (муравьёв). В Пуэнтесесо, Карбальо и других муниципалитетах встречаются оррео имеющие celeirós — поддерживающие колонны были заменены четырьмя стенами, образованное ими помещение использовали как кладовую. Стены, которые не создавали закрытого внутреннего пространства (например, находились только с двух сторон, либо имели арки), назывались cepas. В Туе, Томиньо и Табоада можно встретить оррео, один скат крыши которых поддерживается столбами.
На территории Кантабрии оррео напоминают астурийские (астурийского типа), представляя собой строение с шатровой или двускатной крышей, поддерживаемое над землёй четырьмя сваями из дуба. На местном диалекте назывались horriu или hurriu. В муниципалитете Эррериас находится единственная панера (la panera de Cades).
В Стране Басков оррео называли garaia (gereixa, garaya).